# Guayabos
Guayabos es un barrio ubicado en el municipio de Isabela en el estado libre asociado de Puerto Rico. En el Censo de 2010 tenía una población de 1.475 habitantes y una densidad poblacional de 197,33 personas por km².

## Geografía
Guayabos se encuentra ubicado en las coordenadas 18°29′47″N 66°59′48″O / 18.49639, -66.99667. Según la Oficina del Censo de los Estados Unidos, Guayabos tiene una superficie total de 7.47 km², de la cual 4.53 km² corresponden a tierra firme y (39.36%) 2.94 km² es agua.

## Demografía
Según el censo de 2010, había 1.475 personas residiendo en Guayabos. La densidad de población era de 197,33 hab./km². De los 1.475 habitantes, Guayabos estaba compuesto por el 80.54% blancos, el 8.27% eran afroamericanos, el 0.34% eran amerindios, el 0.27% eran asiáticos, el 6.58% eran de otras razas y el 4% pertenecían a dos o más razas. Del total de la población el 99.39% eran hispanos o latinos de cualquier raza.